# Ałła Łyszafaj
Ałła Iwaniwna Łyszafaj, ukr. Алла Іванівна Лишафай (ur. 24 grudnia 1983 w Czernihowie, Ukraińska SRR) – ukraińska piłkarka oraz futsalistka, grająca na pozycji pomocnika lub obrońcy, reprezentantka Ukrainy, trener piłkarski.

## Kariera klubowa
Wychowanka szkoły sportowej Łehenda w Czernihowie. W składzie klubu Łehenda-SzWSM Czernihów występowała z przerwami od 2000 do 2010. W przerwach grała w Azerbejdżanie (Gömrükçü Baku) i Rosji (Zwiezda-2005 Perm). To właśnie w barwach tego rosyjskiego klubu została finalistką Pucharu UEFA Kobiet sezonu 2008/09. W latach 2011–2013 grała w rosyjskim klubie Zorki Krasnogorsk. Od 2013 do 2014 była zawodniczką innego rosyjskiego klubu Riazań-WDW Riazań.
W sezonie 1999/2000 grała jednocześnie w mistrzostwach Ukrainy w futsalu w klubie Fortuna-Czeksił Czernihów.

## Kariera reprezentacyjna
12 maja 2002 zadebiutowała w narodowej reprezentacji Ukrainy w meczu przeciwko Norwegii. Uczestniczka Mistrzostw Europy w Piłce Nożnej Kobiet 2009.

## Kariera trenerska
Po zakończeniu kariery piłkarskiej pomagała trenować Łehenda-SzWSM Czernihów.